# The Beauty Shop
The Beauty Shop er en amerikansk stumfilm fra 1922 af Edward Dillon.

## Medvirkende
- Raymond Hitchcock som Dr. Arbutus Budd
- Billy B. Van som Sobini
- James J. Corbett som Panatella
- Louise Fazenda som Cremo Panatella
- Madeline Fairbanks som Coca
- Marion Fairbanks som Cola
- Diana Allen som Ann Budd
- Montagu Love som Maldonado
- Larry Wheat som Phil Briggs